# 富士箱根カントリークラブ
富士箱根カントリークラブ（ふじはこねカントリークラブ）は、静岡県伊豆の国市にあるゴルフ場である。

## 概要
1955年（昭和30年）代中期、伊豆半島の北端、箱根連山の最南端の静岡県韮山町（現・伊豆の国市）に、一大リゾートランドの建設計画が持ち上がった。平和相互銀行系の昭和振興株式会社社長の次郎丸嘉介による、用地面積130万坪に4,300区画の別荘分譲と27ホールのゴルフ場の建設計画である。
計画地のロケーションは、富士山から箱根連山、愛鷹山、駿河湾、天城連山などが一望できる。交通網の東名高速道路や東海道新幹線は動き出す前で、伊豆スカイラインは工事中で、熱函道路の開通も十分に期待できる。
リゾート構想は、別荘分譲とゴルフ場会員権をセットで販売する事業で、ゴルフ場を中心にして東側に小松ケ原別荘地、南側に富士見ニュータウン、西側に伊豆エメラルドタウン、北側に南箱根ダイヤランドと、4,300区画の別荘地が展開する計画である。
ゴルフ場の最初の計画では、富士、箱根、駿河コースの27ホールの計画だったが、箱根コースの予定地が小松ケ原別荘地に変更されたため、富士と駿河コースの18ホールの計画となった。1966年（昭和41年）8月20日、クラブ名称「昭和カントリークラブ」のコース設計を富澤誠造に依頼し、コースの造成工事が完成、18ホール、6,480ヤード、パー72規模のゴルフ場が開場された。富澤は「船橋カントリークラブ」（1962年（昭和37年）開場）や「総武カントリークラブ」（1964年（昭和39年）開場）など生涯79コースの設計実績が評価された。
1980年（昭和55年）、クラブ名称の昭和カントリークラブを「南箱根ゴルフ倶楽部」に改称された。南箱根ダイヤランドの別荘地が地名として一般化されたため統一された。1999年（平成11年）2月、南箱根ゴルフ倶楽部の経営権が「ワシントングループ」に委譲され、それに伴って倶楽部名を「富士箱根カントリークラブ」に改名された。

## 所在地
〒410-2101 静岡県伊豆の国市奈古谷2225番地

## コース情報
- 開場日 - 1966年8月20日
- 設計者 - 富沢 誠造
- 面積 - 690,000m2（約20.8万坪）
- コースタイプ - 丘陵コース
- コース - 18ホールズ、パー72、6,571ヤード、コースレート71.1
- フェアウェー - コウライ
- ラフ - ノシバ
- グリーン - 2グリーン、ベント
- ハザード - バンカー66、池が絡むホール1
- ラウンドスタイル - キャディ・セルフ選択可乗用カート使用、希望によりキャディ付可、1組4人が原則、状況によりツーサム可
- 練習場 - 8打席20ヤード
- 休場日 - 無休[2][3]

## ギャラリー
- コース - [4]
- ハウス - [5]

## 交通アクセス
- 鉄道 - 東海道新幹線（JR東海）・東海道本線（JR東日本） - 熱海駅より クラブバス利用約30分[6]
- 道路 - 東名高速 - 沼津ICより 約30分[6]

## 関連文献
- 『ゴルフ場ガイド 東版』、2006-2007、「富士箱根カントリークラブ」、東京 ゴルフダイジェスト社、2006年5月、2021年5月19日閲覧
- 『美しい日本のゴルフコース BEAUTIFUL GOLF CULTURE IN JAPAN 日本のゴルフ110年記念 ゴルフは日本の新しい伝統文化である』、ゴルフダイジェスト社「美しい日本のゴルフコース」編纂委員会編、「箱根連山南端130万坪にゴルフ場と別荘地が計画された」、東京 ゴルフダイジェスト社、2013年12月、2021年5月19日閲覧